# 二次打击学说
二次打击学说，也称克努森假说（英語：Knudson hypothesis）或努德森雙擊假說（英語：Knudson Two-Hit Hypothesis）等，是美国遗传学家艾尔弗雷德·克努森于1971年提出、用以解释癌症疾病致病机理的学说。克努森通过视网膜母细胞瘤的研究，首次提出某些基因对癌症有抑制作用，这一概念的提出推动了大量肿瘤抑制基因的识别与发现，并解释或研究了诸多癌症、乃至其它疾病（如常染色体显性多囊肾病）的成因。克努森也因此获得1998年的拉斯克临床医学研究奖。

## 理论概述

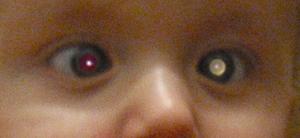
视网膜母细胞瘤的单眼症状

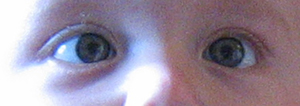
视网膜母细胞瘤的对眼症状

在1944年到1969年间，他在福克斯蔡斯癌症中心接诊了48位视网膜母细胞瘤病人，并为这些病人记录下家庭病史、年龄、性别、发病眼、肿瘤数量等数据。当时，人们认为该疾病是显性遗传的，即只要携带相关致病基因就会引起疾病。但是克努森注意到占病患总数四成的遗传病例和其余的非遗传病例在性状上有所差异，且幼儿是这型肿瘤的高发期，违反了当时人们“突变越多，则肿瘤发生的概率越大”的普遍观点。他对此进行了统计分析，发现散发病例的发病年龄大于遗传病例，散发病例多为单眼发病，遗传病例多为双眼发病。
克努森认为，肿瘤由恶性细胞增殖而来，一个细胞需要两次突变才能发生如此的增殖；遗传型的病人本身携带一个通过遗传得到的突变基因，出生后只需要再突变一次就会患病，因此发病较早，两只眼睛都带病；而非遗传型病人则一生中需要在同一个细胞发生两次罕见的突变，故而发病较晚，多只有一只眼睛带病。而后生的突变可能由各种原因导致，如环境毒素、饮食因素、辐射，甚至随机突变。克努森据此提出假说：非遗传的致癌需要两次基因突变才会突变，亦即视网膜母细胞瘤的发生是由一对隐性基因控制，这两个基因都起到抑制肿瘤发生的作用，两个基因同时缺失则会导致肿瘤的发生。
这一观点在当时受到质疑。据克努森回忆，当时的癌症研究人员认为这一理论即便是正确的，对于癌症研究也没有什么意义。不过遗传学家对此产生了更多的兴趣。

### 肿瘤抑制基因的提出
1976年，克努森等人发现部分视网膜母细胞瘤患者的13号染色体均缺失一部分。1982年，克努森将其猜想中抑制肿瘤发生的基因称为“抗癌基因”，以对应癌基因。1983年，研究者发现RB1基因突变引发视网膜母细胞瘤易感，RB1基因因此成为首个“抗癌基因”。1986年，研究人员利用分子技术手段，克隆了RB1基因，使其抑癌作用可以被研究。此后，科学界不断发现这类基因，其中包括BRCA、APC、p53、PTEN等，并称之为“肿瘤抑制基因”。杂合性丢失则被用来代指第二份基因遗失的过程。其原因既包括点突变等功能缺失型突变破坏了基因编码的蛋白的功能，也可能是因为染色体缺失等删除了肿瘤抑制基因，或是体细胞重组导致正常基因拷贝被突变基因替换等。

## 理论缺陷
二次打击的理论并不能完全解释癌症的发生。癌症的发生既取决于原癌基因突变，也取决于抑癌基因的失活。
只有一个抑癌基因突变也可能引起癌症，而并非一定要两个均缺失。如对BRCA基因的研究中发现，少数情况下，丢失一个等位基因也会致癌。抑癌细胞的单倍体不足可能产生癌症；换言之，仍然有一个抑癌基因起作用的杂合子，但由于其产物剂量不足，也可能会产生癌症。组织中的微环境可能对单倍体不足产生的癌症起到促进作用。单倍体不足产生的癌症可能是组织特异性的，即只发生在特定组织的。
MEN1、WT1等基因的作用实际尚不能确认，但根据二次打击假说，被推定为抑癌基因。